# George McClellan (Mediziner)

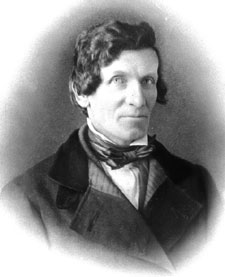
George McClellan

George McClellan (* 22. Dezember 1796; † 9. Mai 1847) war ein US-amerikanischer Mediziner.
McClellan war Professor für Chirurgie am Jefferson Medical College, das er auch gegründet hatte und 15 Jahre leitete.
Sein Sohn war der General George B. McClellan.